# Großer Preis von Südafrika 1983
Der Große Preis von Südafrika 1983 (offiziell XVII Grand Prix of South Africa) fand am 15. Oktober auf dem Kyalami Grand Prix Circuit in Midrand statt und war das 15. und letzte Rennen der Formel-1-Weltmeisterschaft 1983.

## Berichte

### Hintergrund
Zum ersten Mal seit 1963 bildete der Große Preis von Südafrika wieder den Abschluss einer Saison.
Alain Prost lag vor dem Finallauf in der WM-Wertung zwei Punkte vor Nelson Piquet und acht Punkte vor René Arnoux. Somit hatten diese drei Piloten die Chance auf den Gewinn der Weltmeisterschaft.
Bei Williams entschied man sich, beide Stammfahrer mit dem neuen FW09 auszustatten, der sich bereits seit mehreren Wochen in der Erprobungsphase befand. Der Wagen verfügte über einen Honda-Turbomotor. Längst war allen Teams bewusst geworden, dass die in den vorangegangenen Jahren standardmäßig eingesetzten V8-Saugmotoren von Ford-Cosworth gegenüber den inzwischen vielfach verwendeten Turbo-Aggregaten nicht mehr konkurrenzfähig waren.
Die Teams Theodore und Spirit verzichteten auf eine Teilnahme am Saisonfinale. Da sich das Teilnehmerfeld dadurch auf genau 26 Fahrer reduzierte, konnten sich alle anwesenden Piloten für einen der 26 Startplätze qualifizieren.

### Training
Während Patrick Tambay die schnellste Trainingszeit absolvierte, blieb sein Ferrari-Teamkollege Arnoux aufgrund technischer Probleme am Streckenrand stehen. Als er den 126C3 zusammen mit Streckenposten wieder auf den Asphalt zurückschob, überrollte der Wagen seinen Fuß. Dennoch qualifizierte er sich kurz darauf für den vierten Startplatz hinter den beiden Brabham-Piloten Piquet und Riccardo Patrese. Prost belegte den fünften Platz vor Keke Rosberg im neuen Williams.

### Rennen
Piquet ging sofort in Führung und verschaffte sich zusammen mit seinem Teamkollegen Patrese innerhalb kurzer Zeit einen beachtlichen Vorsprung gegenüber dem Rest des Feldes. Tambay, der zunächst auf dem dritten Rang folgte, wurde in der zweiten Runde von Andrea de Cesaris und Prost überholt.
Niki Lauda, der vom zwölften Startplatz aus rasch aufgeholt hatte, übernahm in der 18. Runde den dritten Platz von Prost.
In der 28. Runde ließ Piquet einen Boxenstopp zum Nachtanken durchführen, ohne dabei die Führung zu verlieren. Als Lauda wenig später ebenfalls die Box ansteuerte, gelangte Prost kurzzeitig wieder auf den dritten Rang, schied jedoch in Runde 35 aufgrund eines Schadens am Turbolader aus. Da Arnoux zu diesem Zeitpunkt ebenfalls bereits aufgrund eines Motorschadens ausgeschieden war, konnte nur noch Piquet aktiven Einfluss auf den Gewinn des WM-Titel ausüben. Er musste lediglich den vierten Platz erreichen, um Weltmeister zu werden. Bei einem schlechteren Ergebnis oder gar Ausfall Piquets wäre Prost der Gesamtsieger. Sich dessen bewusst, verlangsamte Piquet seine Fahrt, um seinen Wagen zu schonen. Er nahm dabei in Kauf, dass Patrese und Lauda ihn überholten. Nachdem Lauda in der 72. Runde ausgeschieden war, überholte de Cesaris den zweitplatzierten Piquet, der schließlich Dritter wurde und somit seinen zweiten Weltmeistertitel nach 1981 sicherstellte.
Wenige Tage nach dem Rennen gab Renault die Trennung von Prost bekannt. Einer der Gründe dafür dürfte die Unzufriedenheit des Teams darüber gewesen sein, dass ausgerechnet der Konkurrent BMW den ersten Weltmeister mit Turbomotor in der Formel-1-Geschichte stellte, obwohl Renault diese Technik 1977 im Grand-Prix-Sport eingeführt hatte. Prost, der die WM-Wertung lange angeführt, jedoch gegen Ende des Jahres mehrere Fehler gemacht hatte, wurde daran eine Mitschuld gegeben.

## Meldeliste
| Team                           | Nr. | Fahrer             | Chassis         | Motor                       | Reifen |
| ------------------------------ | --- | ------------------ | --------------- | --------------------------- | ------ |
| TAG Williams Team              | 01  | Keke Rosberg       | Williams FW09   | Honda RA163-E 1.5 V6t       | G      |
| TAG Williams Team              | 02  | Jacques Laffite    | Williams FW09   | Honda RA163-E 1.5 V6t       | G      |
| Benetton Tyrrell Team          | 03  | Michele Alboreto   | Tyrrell 012     | Ford Cosworth DFV 3.0 V8    | G      |
| Benetton Tyrrell Team          | 04  | Danny Sullivan     | Tyrrell 012     | Ford Cosworth DFV 3.0 V8    | G      |
| Fila Sport                     | 05  | Nelson Piquet      | Brabham BT52B   | BMW M12/13 1.5 L4t          | M      |
| Fila Sport                     | 06  | Riccardo Patrese   | Brabham BT52B   | BMW M12/13 1.5 L4t          | M      |
| Marlboro McLaren International | 07  | John Watson        | McLaren MP4/1E  | TAG/Porsche TTE PO1 1.5 V6t | M      |
| Marlboro McLaren International | 08  | Niki Lauda         | McLaren MP4/1E  | TAG/Porsche TTE PO1 1.5 V6t | M      |
| Team ATS                       | 09  | Manfred Winkelhock | ATS D6          | BMW M12/13 1.5 L4t          | G      |
| John Player Team Lotus         | 11  | Elio de Angelis    | Lotus 94T       | Renault EF1 1.5 V6t         | P      |
| John Player Team Lotus         | 12  | Nigel Mansell      | Lotus 94T       | Renault EF1 1.5 V6t         | P      |
| Équipe Renault Elf             | 15  | Alain Prost        | Renault RE40    | Renault EF1 1.5 V6t         | M      |
| Équipe Renault Elf             | 16  | Eddie Cheever      | Renault RE40    | Renault EF1 1.5 V6t         | M      |
| RAM Automotive Team March      | 17  | Kenny Acheson      | RAM 01          | Ford Cosworth DFV 3.0 V8    | P      |
| Marlboro Team Alfa Romeo       | 22  | Andrea de Cesaris  | Alfa Romeo 183T | Alfa Romeo 890T 1.5 V8t     | M      |
| Marlboro Team Alfa Romeo       | 23  | Mauro Baldi        | Alfa Romeo 183T | Alfa Romeo 890T 1.5 V8t     | M      |
| Équipe Ligier Gitanes          | 25  | Jean-Pierre Jarier | Ligier JS21     | Ford Cosworth DFV 3.0 V8    | M      |
| Équipe Ligier Gitanes          | 26  | Raul Boesel        | Ligier JS21     | Ford Cosworth DFV 3.0 V8    | M      |
| Scuderia Ferrari SpA SEFAC     | 27  | Patrick Tambay     | Ferrari 126C3   | Ferrari 021 1.5 V6t         | G      |
| Scuderia Ferrari SpA SEFAC     | 28  | René Arnoux        | Ferrari 126C3   | Ferrari 021 1.5 V6t         | G      |
| Arrows Racing Team             | 29  | Marc Surer         | Arrows A6       | Ford Cosworth DFV 3.0 V8    | G      |
| Arrows Racing Team             | 30  | Thierry Boutsen    | Arrows A6       | Ford Cosworth DFV 3.0 V8    | G      |
| Osella Squadra Corse           | 31  | Corrado Fabi       | Osella FA1E     | Alfa Romeo 1260 3.0 V12     | M      |
| Osella Squadra Corse           | 32  | Piercarlo Ghinzani | Osella FA1E     | Alfa Romeo 1260 3.0 V12     | M      |
| Candy Toleman Motorsport       | 35  | Derek Warwick      | Toleman TG183B  | Hart 415T 1.5 L4t           | P      |
| Candy Toleman Motorsport       | 36  | Bruno Giacomelli   | Toleman TG183B  | Hart 415T 1.5 L4t           | P      |

## Klassifikationen

### Qualifying
| Pos. | Fahrer             | Konstrukteur        | Qualifikationstraining 1 | Qualifikationstraining 1 | Qualifikationstraining 2 | Qualifikationstraining 2 | Start |
| Pos. | Fahrer             | Konstrukteur        | Zeit                     | Ø-Geschwindigkeit        | Zeit                     | Ø-Geschwindigkeit        | Start |
| ---- | ------------------ | ------------------- | ------------------------ | ------------------------ | ------------------------ | ------------------------ | ----- |
| 01   | Patrick Tambay     | Ferrari             | 1:06,554                 | 221,991 km/h             | 1:07,029                 | 220,418 km/h             | 01    |
| 02   | Nelson Piquet      | Brabham-BMW         | 1:06,792                 | 221,200 km/h             | 1:06,821                 | 221,104 km/h             | 02    |
| 03   | Riccardo Patrese   | Brabham-BMW         | 1:08,181                 | 216,694 km/h             | 1:07,001                 | 220,510 km/h             | 03    |
| 04   | René Arnoux        | Ferrari             | 1:07,222                 | 219,785 km/h             | 1:07,105                 | 220,168 km/h             | 04    |
| 05   | Alain Prost        | Renault             | 1:07,186                 | 219,903 km/h             | 1:08,136                 | 216,837 km/h             | 05    |
| 06   | Keke Rosberg       | Williams-Honda      | 1:07,256                 | 219,674 km/h             | 1:07,344                 | 219,387 km/h             | 06    |
| 07   | Nigel Mansell      | Lotus-Renault       | 1:09,443                 | 212,756 km/h             | 1:07,643                 | 218,417 km/h             | 07    |
| 08   | Manfred Winkelhock | ATS-BMW             | 1:07,726                 | 218,150 km/h             | 1:07,682                 | 218,291 km/h             | 08    |
| 09   | Andrea de Cesaris  | Alfa Romeo          | 1:08,970                 | 214,215 km/h             | 1:07,759                 | 218,043 km/h             | 09    |
| 10   | Jacques Laffite    | Williams-Honda      | 1:07,931                 | 217,491 km/h             | 1:08,652                 | 215,207 km/h             | 10    |
| 11   | Elio de Angelis    | Lotus-Renault       | 1:07,937                 | 217,472 km/h             | 1:07,980                 | 217,335 km/h             | 11    |
| 12   | Niki Lauda         | McLaren-TAG-Porsche | 1:07,974                 | 217,354 km/h             | 1:08,587                 | 215,411 km/h             | 12    |
| 13   | Derek Warwick      | Toleman-Hart        | 1:08,061                 | 217,076 km/h             | 1:08,301                 | 216,313 km/h             | 13    |
| 14   | Eddie Cheever      | Renault             | 1:08,069                 | 217,050 km/h             | 1:08,360                 | 216,126 km/h             | 14    |
| 15   | John Watson        | McLaren-TAG-Porsche | 1:08,328                 | 216,228 km/h             | 1:10,635                 | 209,165 km/h             | 15    |
| 16   | Bruno Giacomelli   | Toleman-Hart        | 1:08,350                 | 216,158 km/h             | 1:08,439                 | 215,877 km/h             | 16    |
| 17   | Mauro Baldi        | Alfa Romeo          | 1:09,364                 | 212,998 km/h             | 1:08,628                 | 215,282 km/h             | 17    |
| 18   | Michele Alboreto   | Tyrrell-Ford        | 1:11,096                 | 207,809 km/h             | 1:11,284                 | 207,261 km/h             | 18    |
| 19   | Danny Sullivan     | Tyrrell-Ford        | 1:11,750                 | 205,915 km/h             | 1:11,382                 | 206,977 km/h             | 19    |
| 20   | Thierry Boutsen    | Arrows-Ford         | 1:11,988                 | 205,234 km/h             | 1:11,658                 | 206,179 km/h             | 20    |
| 21   | Jean-Pierre Jarier | Ligier-Ford         | 1:12,017                 | 205,152 km/h             | 1:12,538                 | 203,678 km/h             | 21    |
| 22   | Marc Surer         | Arrows-Ford         | 1:12,309                 | 204,323 km/h             | 1:12,049                 | 205,060 km/h             | 22    |
| 23   | Raul Boesel        | Ligier-Ford         | 1:12,745                 | 203,098 km/h             | 1:13,330                 | 201,478 km/h             | 23    |
| 24   | Kenny Acheson      | RAM-Ford            | 1:13,352                 | 201,418 km/h             | keine Zeit               | –                        | 24    |
| 25   | Corrado Fabi       | Osella-Alfa Romeo   | 1:14,483                 | 198,359 km/h             | 1:13,656                 | 200,587 km/h             | 25    |
| 26   | Piercarlo Ghinzani | Osella-Alfa Romeo   | 1:14,903                 | 197,247 km/h             | 1:15,503                 | 195,680 km/h             | 26    |

### Rennen
| Pos. | Fahrer             | Konstrukteur        | Runden | Stopps | Zeit        | Start | Schnellste Runde |
| ---- | ------------------ | ------------------- | ------ | ------ | ----------- | ----- | ---------------- |
| 01   | Riccardo Patrese   | Brabham-BMW         | 77     | 1      | 1:33:25,708 | 03    | 1:10,848         |
| 02   | Andrea de Cesaris  | Alfa Romeo          | 77     | 1      | + 9,319     | 09    | 1:11,401         |
| 03   | Nelson Piquet      | Brabham-BMW         | 77     | 1      | + 21,969    | 02    | 1:09,948 (06.)   |
| 04   | Derek Warwick      | Toleman-Hart        | 76     | 1      | + 1 Runde   | 13    | 1:12,102         |
| 05   | Keke Rosberg       | Williams-Honda      | 76     | 1      | + 1 Runde   | 06    | 1:11,656         |
| 06   | Eddie Cheever      | Renault             | 76     | 1      | + 1 Runde   | 14    | 1:11,953         |
| 07   | Danny Sullivan     | Tyrrell-Ford        | 75     | 0      | + 2 Runden  | 19    | 1:13,494         |
| 08   | Marc Surer         | Arrows-Ford         | 75     | 0      | + 2 Runden  | 22    | 1:14,489         |
| 09   | Thierry Boutsen    | Arrows-Ford         | 74     | 0      | + 3 Runden  | 20    | 1:15,100         |
| 10   | Jean-Pierre Jarier | Ligier-Ford         | 73     | 0      | + 4 Runden  | 21    | 1:15,144         |
| 11   | Niki Lauda         | McLaren-TAG-Porsche | 71     | 1      | DNF         | 12    | 1:10,634         |
| 12   | Kenny Acheson      | RAM-Ford            | 71     | 0      | + 6 Runden  | 24    | 1:17,212         |
| –    | Nigel Mansell      | Lotus-Renault       | 68     | 2      | NC          | 07    | 1:10,825         |
| –    | Raul Boesel        | Ligier-Ford         | 66     | 0      | DNF         | 23    | 1:15,886         |
| –    | Michele Alboreto   | Tyrrell-Ford        | 60     | 0      | DNF         | 18    | 1:13,507         |
| –    | Patrick Tambay     | Ferrari             | 56     | 1      | DNF         | 01    | 1:11,267         |
| –    | Bruno Giacomelli   | Toleman-Hart        | 56     | 1      | DNF         | 16    | 1:12,058         |
| –    | Alain Prost        | Renault             | 35     | 0      | DNF         | 05    | 1:11,166         |
| –    | Corrado Fabi       | Osella-Alfa Romeo   | 28     | 0      | DNF         | 25    | 1:17,153         |
| –    | Elio de Angelis    | Lotus-Renault       | 20     | 0      | DNF         | 11    | 1:12,709         |
| –    | René Arnoux        | Ferrari             | 9      | 0      | DNF         | 04    | 1:12,183         |
| –    | Mauro Baldi        | Alfa Romeo          | 5      | 0      | DNF         | 17    | 1:12,686         |
| –    | Manfred Winkelhock | ATS-BMW             | 1      | 0      | DNF         | 08    | 1:23,427         |
| –    | Jacques Laffite    | Williams-Honda      | 1      | 0      | DNF         | 10    | 1:24,689         |
| –    | Piercarlo Ghinzani | Osella-Alfa Romeo   | 1      | 0      | DNF         | 26    | 1:29,776         |
| DSQ  | John Watson        | McLaren-TAG-Porsche | 18     | 0      | –           | 15    | 1:13,194         |

## WM-Stände nach dem Rennen
Die ersten sechs des Rennens bekamen 9, 6, 4, 3, 2 bzw. 1 Punkt(e). In der Fahrerwertung wurden die besten elf Resultate, in der Konstrukteurswertung alle Resultate gewertet.

### Fahrerwertung
| Pos. | Fahrer            | Konstrukteur  | Punkte |
| ---- | ----------------- | ------------- | ------ |
| 01   | Nelson Piquet     | Brabham-BMW   | 59     |
| 02   | Alain Prost       | Renault       | 57     |
| 03   | René Arnoux       | Ferrari       | 49     |
| 04   | Patrick Tambay    | Ferrari       | 40     |
| 05   | Keke Rosberg      | Williams-Ford | 27     |
| 06   | John Watson       | McLaren-Ford  | 22     |
| 07   | Eddie Cheever     | Renault       | 22     |
| 08   | Andrea de Cesaris | Alfa Romeo    | 15     |
| 09   | Riccardo Patrese  | Brabham-BMW   | 13     |
| 10   | Niki Lauda        | McLaren-Ford  | 12     |
| 11   | Jacques Laffite   | Williams-Ford | 11     |
| 12   | Michele Alboreto  | Tyrrell-Ford  | 10     |
| 13   | Nigel Mansell     | Lotus-Ford    | 10     |
| 14   | Derek Warwick     | Toleman-Hart  | 9      |
| 15   | Marc Surer        | Arrows-Ford   | 4      |
| 16   | Mauro Baldi       | Alfa Romeo    | 3      |
| 17   | Danny Sullivan    | Tyrrell-Ford  | 2      |

| Pos. | Fahrer             | Konstrukteur      | Punkte |
| ---- | ------------------ | ----------------- | ------ |
| 18   | Elio de Angelis    | Alfa Romeo        | 2      |
| 19   | Bruno Giacomelli   | Toleman-Hart      | 1      |
| 20   | Johnny Cecotto     | Theodore-Ford     | 1      |
| 21   | Thierry Boutsen    | Arrows-Ford       | 0      |
| 22   | Jean-Pierre Jarier | Ligier-Ford       | 0      |
| 23   | Chico Serra        | Arrows-Ford       | 0      |
| 24   | Raul Boesel        | Ligier-Ford       | 0      |
| 25   | Stefan Johansson   | Spirit-Honda      | 0      |
| 26   | Manfred Winkelhock | ATS-BMW           | 0      |
| 27   | Corrado Fabi       | Osella-Ford       | 0      |
| 28   | Piercarlo Ghinzani | Osella-Alfa Romeo | 0      |
| 29   | Roberto Guerrero   | Theodore-Ford     | 0      |
| 30   | Kenny Acheson      | RAM-Ford          | 0      |
| 31   | Jonathan Palmer    | Williams-Ford     | 0      |
| 32   | Eliseo Salazar     | RAM-Ford          | 0      |
| –    | Alan Jones         | Arrows-Ford       | 0      |

### Konstrukteurswertung
| Pos. | Konstrukteur              | Punkte |
| ---- | ------------------------- | ------ |
| 01   | Ferrari                   | 89     |
| 02   | Renault                   | 79     |
| 03   | Brabham-BMW               | 72     |
| 04   | Williams-Ford             | 36     |
| 05   | McLaren-Ford/-TAG-Porsche | 34     |
| 06   | Alfa Romeo                | 18     |
| 07   | Tyrrell-Ford              | 12     |
| 08   | Lotus-Ford/-Renault       | 12     |
| 09   | Toleman-Hart              | 10     |

| Pos. | Konstrukteur            | Punkte |
| ---- | ----------------------- | ------ |
| 10   | Arrows-Ford             | 4      |
| 11   | Williams-Honda          | 2      |
| 12   | Theodore-Ford           | 1      |
| 13   | Ligier-Ford             | 0      |
| 14   | Spirit-Honda            | 0      |
| 15   | ATS-BMW                 | 0      |
| 16   | Osella-Ford/-Alfa Romeo | 0      |
| 17   | RAM-Ford                | 0      |